# Villars-sur-Var
Villars-sur-Var je naselje in občina v jugovzhodnem francoskem departmaju Alpes-Maritimes regije Provansa-Alpe-Azurna obala. Leta 2006 je naselje imelo 646 prebivalcev.

## Geografija
Kraj leži v pokrajini Provansi ob reki Var, 50 km severno od središča departmaja Nice.

## Administracija
Villars-sur-Var je sedež istoimenskega kantona, v katerega so poleg njegove vključene še občine Bairols, Lieuche, Malaussène, Massoins, Pierlas, Thiéry, Touët-sur-Var, La Tour in Tournefort z 2.068 prebivalci.
Kanton je sestavni del okrožja Nica.
1. ↑  »Populations légales 2016«. Nacionalni inštitut za statistične in gospodarske raziskave. Pridobljeno 25. aprila 2019.